# Lista över fornlämningar i Nyköpings kommun (Helgona)
Lista över fornlämningar i Nyköpings kommun (Helgona) är en förteckning av ett urval av de fornlämningar som finns i Helgona i Nyköpings kommun.
| Namn                            | Lämningstyp                      | Tillkomsttid | Historisk indelning   | Plats   | Läge                 | ID-nr          | Bild                                      |
| ------------------------------- | -------------------------------- | ------------ | --------------------- | ------- | -------------------- | -------------- | ----------------------------------------- |
| Helgona 4:1                     | Gravfält                         |              | Helgona, Södermanland |         | 58.794392, 16.998383 | 10033200040001 | Ladda upp en bild av detta fornminne      |
| Helgona 5:1                     | Hög                              |              | Helgona, Södermanland |         | 58.794851, 16.997544 | 10033200050001 | Ladda upp en bild av detta fornminne      |
| Helgona 5:2                     | Stensättning                     |              | Helgona, Södermanland |         | 58.795004, 16.997516 | 10033200050002 | Ladda upp en bild av detta fornminne      |
| Helgona 6:1                     | Gravfält                         |              | Helgona, Södermanland |         | 58.793999, 16.998527 | 10033200060001 | Ladda upp en bild av detta fornminne      |
| Helgona 7:1                     | Gravfält                         |              | Helgona, Södermanland |         | 58.787013, 16.997119 | 10033200070001 | Ladda upp en bild av detta fornminne      |
| Helgona 8:1                     | Gravfält                         |              | Helgona, Södermanland |         | 58.784509, 16.997917 | 10033200080001 | Ladda upp en bild av detta fornminne      |
| Helgona 9:1                     | Gravfält                         |              | Helgona, Södermanland |         | 58.786872, 16.994261 | 10033200090001 | Ladda upp en bild av detta fornminne      |
| Helgona 11:1                    | Gravfält                         |              | Helgona, Södermanland |         | 58.783593, 16.995115 | 10033200110001 | Ladda upp en bild av detta fornminne      |
| Helgona 12:1                    | Stensättning                     |              | Helgona, Södermanland |         | 58.792277, 17.012189 | 10033200120001 | Ladda upp en bild av detta fornminne      |
| Helgona 12:2                    | Stensättning                     |              | Helgona, Södermanland |         | 58.792097, 17.012164 | 10033200120002 | Ladda upp en bild av detta fornminne      |
| Helgona 13:1                    | Grav- och boplatsområde          |              | Helgona, Södermanland |         | 58.776245, 17.010441 | 10033200130001 | Ladda upp en bild av detta fornminne      |
| Helgona 14:1                    | Gravfält                         |              | Helgona, Södermanland |         | 58.776904, 17.012878 | 10033200140001 | Ladda upp en bild av detta fornminne      |
| Helgona 15:1                    | Grav- och boplatsområde          |              | Helgona, Södermanland |         | 58.775299, 17.005490 | 10033200150001 | Ladda upp en bild av detta fornminne      |
| Helgona 17:1                    | Gravfält                         |              | Helgona, Södermanland |         | 58.779148, 16.987356 | 10033200170001 | Ladda upp en bild av detta fornminne      |
| Helgona 18:1                    | Stensättning                     |              | Helgona, Södermanland |         | 58.778343, 16.999612 | 10033200180001 | Ladda upp en bild av detta fornminne      |
| Helgona 19:1                    | Stensättning                     |              | Helgona, Södermanland |         | 58.778890, 17.001262 | 10033200190001 | Ladda upp en bild av detta fornminne      |
| Helgona 20:1                    | Stenkrets                        |              | Helgona, Södermanland |         | 58.781296, 17.002369 | 10033200200001 | Ladda upp en bild av detta fornminne      |
| Helgona 21:1                    | Gravfält                         |              | Helgona, Södermanland |         | 58.779611, 17.001523 | 10033200210001 | Ladda upp en bild av detta fornminne      |
| Helgona 22:1                    | Gravfält                         |              | Helgona, Södermanland |         | 58.781056, 16.992036 | 10033200220001 | Ladda upp en bild av detta fornminne      |
| Helgona 24:1                    | Hög                              |              | Helgona, Södermanland |         | 58.775885, 16.999974 | 10033200240001 | Ladda upp en bild av detta fornminne      |
| Helgona 24:3                    | Stensättning                     |              | Helgona, Södermanland |         | 58.775573, 16.999753 | 10033200240003 | Ladda upp en bild av detta fornminne      |
| Helgona 25:1                    | Gravfält                         |              | Helgona, Södermanland |         | 58.776335, 16.999205 | 10033200250001 | Ladda upp en bild av detta fornminne      |
| Helgona 26:1                    | Gravfält                         |              | Helgona, Södermanland |         | 58.775510, 16.997307 | 10033200260001 | Ladda upp en bild av detta fornminne      |
| Helgona 28:1                    | Fornborg                         |              | Helgona, Södermanland |         | 58.812707, 16.987731 | 10033200280001 | Ladda upp en bild av detta fornminne      |
| Helgona 29:1                    | Stensättning                     |              | Helgona, Södermanland |         | 58.779625, 16.986303 | 10033200290001 | Ladda upp en bild av detta fornminne      |
| Helgona 31:1                    | Gravfält                         |              | Helgona, Södermanland |         | 58.816168, 16.937906 | 10033200310001 | Ladda upp en bild av detta fornminne      |
| Helgona 32:1                    | Gravfält                         |              | Helgona, Södermanland |         | 58.817820, 16.939731 | 10033200320001 | Ladda upp en bild av detta fornminne      |
| Helgona 33:1                    | Gravfält                         |              | Helgona, Södermanland |         | 58.806412, 16.944407 | 10033200330001 | Ladda upp en bild av detta fornminne      |
| Helgona 34:1                    | Gravfält                         |              | Helgona, Södermanland |         | 58.809612, 16.945100 | 10033200340001 | Ladda upp en bild av detta fornminne      |
| Helgona 35:1                    | Hög                              |              | Helgona, Södermanland |         | 58.802850, 16.944731 | 10033200350001 | Ladda upp en bild av detta fornminne      |
| Helgona 35:2                    | Stensättning                     |              | Helgona, Södermanland |         | 58.802739, 16.944949 | 10033200350002 | Ladda upp en bild av detta fornminne      |
| Helgona 35:3                    | Stensättning                     |              | Helgona, Södermanland |         | 58.802451, 16.944950 | 10033200350003 | Ladda upp en bild av detta fornminne      |
| Helgona 36:1                    | Gravfält                         |              | Helgona, Södermanland |         | 58.802895, 16.948716 | 10033200360001 | Ladda upp en bild av detta fornminne      |
| Helgona 37:1                    | Röse                             |              | Helgona, Södermanland |         | 58.803173, 16.951143 | 10033200370001 | Ladda upp en bild av detta fornminne      |
| Helgona 38:1                    | Gravfält                         |              | Helgona, Södermanland |         | 58.815380, 16.956241 | 10033200380001 | Ladda upp en bild av detta fornminne      |
| Helgona 40:1                    | Stensättning                     |              | Helgona, Södermanland |         | 58.799975, 16.952776 | 10033200400001 | Ladda upp en bild av detta fornminne      |
| Helgona 41:1                    | Gravfält                         |              | Helgona, Södermanland |         | 58.786822, 16.961837 | 10033200410001 | Ladda upp en bild av detta fornminne      |
| Helgona 42:1                    | Gravfält                         |              | Helgona, Södermanland |         | 58.790280, 16.967463 | 10033200420001 | Ladda upp en bild av detta fornminne      |
| Helgona 43:1                    | Gravfält                         |              | Helgona, Södermanland |         | 58.791187, 16.965054 | 10033200430001 | Ladda upp en bild av detta fornminne      |
| Bönvakten (nr 2) (Helgona 45:1) | Gravfält                         |              | Helgona, Södermanland |         | 58.782790, 16.965957 | 10033200450001 | Ladda upp en bild av detta fornminne      |
| Bönvakten (nr 2) (Helgona 45:2) | Gravfält                         |              | Helgona, Södermanland |         | 58.781095, 16.967959 | 10033200450002 | Ladda upp en bild av detta fornminne      |
| Helgona 47:1                    | Stensättning                     |              | Helgona, Södermanland |         | 58.772155, 16.958730 | 10033200470001 | Ladda upp en bild av detta fornminne      |
| Helgona 48:1                    | Gravfält                         |              | Helgona, Södermanland |         | 58.773931, 16.964317 | 10033200480001 | Ladda upp en bild av detta fornminne      |
| Helgona 49:1                    | Gravfält                         |              | Helgona, Södermanland |         | 58.774708, 16.964207 | 10033200490001 | Ladda upp en bild av detta fornminne      |
| Helgona 51:1                    | Stensättning                     |              | Helgona, Södermanland |         | 58.775018, 16.968921 | 10033200510001 | Ladda upp en bild av detta fornminne      |
| Helgona 52:1                    | Stensättning                     |              | Helgona, Södermanland |         | 58.773941, 16.969534 | 10033200520001 | Ladda upp en bild av detta fornminne      |
| Helgona 55:1                    | Gravfält                         |              | Helgona, Södermanland |         | 58.771559, 16.971656 | 10033200550001 | Ladda upp en till bild av detta fornminne |
| Helgona 56:1                    | Gravfält                         |              | Helgona, Södermanland |         | 58.783414, 17.047771 | 10033200560001 | Ladda upp en bild av detta fornminne      |
| Helgona 57:1                    | Röse                             |              | Helgona, Södermanland |         | 58.773249, 17.036337 | 10033200570001 | Ladda upp en till bild av detta fornminne |
| Helgona 58:1                    | Stensättning                     |              | Helgona, Södermanland |         | 58.779114, 17.029078 | 10033200580001 | Ladda upp en bild av detta fornminne      |
| Helgona 59:1                    | Stensättning                     |              | Helgona, Södermanland |         | 58.779634, 17.029158 | 10033200590001 | Ladda upp en bild av detta fornminne      |
| Helgona 60:1                    | Stensättning                     |              | Helgona, Södermanland |         | 58.778484, 17.030307 | 10033200600001 | Ladda upp en bild av detta fornminne      |
| Helgona 60:2                    | Stensättning                     |              | Helgona, Södermanland |         | 58.778452, 17.030063 | 10033200600002 | Ladda upp en bild av detta fornminne      |
| Helgona 60:3                    | Stensättning                     |              | Helgona, Södermanland |         | 58.778772, 17.029717 | 10033200600003 | Ladda upp en bild av detta fornminne      |
| Helgona 61:1                    | Stensättning                     |              | Helgona, Södermanland |         | 58.780138, 17.029774 | 10033200610001 | Ladda upp en bild av detta fornminne      |
| Helgona 61:2                    | Stensättning                     |              | Helgona, Södermanland |         | 58.780299, 17.029818 | 10033200610002 | Ladda upp en bild av detta fornminne      |
| Helgona 61:3                    | Stensättning                     |              | Helgona, Södermanland |         | 58.780357, 17.030790 | 10033200610003 | Ladda upp en bild av detta fornminne      |
| Helgona 61:4                    | Stensättning                     |              | Helgona, Södermanland |         | 58.780156, 17.030364 | 10033200610004 | Ladda upp en bild av detta fornminne      |
| Helgona 62:1                    | Hög                              |              | Helgona, Södermanland |         | 58.778411, 17.022531 | 10033200620001 | Ladda upp en bild av detta fornminne      |
| Helgona 62:2                    | Stensättning                     |              | Helgona, Södermanland |         | 58.777980, 17.022345 | 10033200620002 | Ladda upp en bild av detta fornminne      |
| Helgona 63:1                    | Stensättning                     |              | Helgona, Södermanland |         | 58.779881, 17.020395 | 10033200630001 | Ladda upp en bild av detta fornminne      |
| Helgona 63:2                    | Stensättning                     |              | Helgona, Södermanland |         | 58.780088, 17.020995 | 10033200630002 | Ladda upp en bild av detta fornminne      |
| Helgona 64:1                    | Röse                             |              | Helgona, Södermanland |         | 58.783226, 17.026533 | 10033200640001 | Ladda upp en bild av detta fornminne      |
| Helgona 65:1                    | Gravfält                         |              | Helgona, Södermanland |         | 58.772425, 17.004266 | 10033200650001 | Ladda upp en bild av detta fornminne      |
| Helgona 66:1                    | Stensättning                     |              | Helgona, Södermanland |         | 58.784885, 17.023265 | 10033200660001 | Ladda upp en bild av detta fornminne      |
| Helgona 67:1                    | Stensättning                     |              | Helgona, Södermanland |         | 58.784898, 17.019336 | 10033200670001 | Ladda upp en bild av detta fornminne      |
| Helgona 68:1                    | Stensättning                     |              | Helgona, Södermanland |         | 58.784297, 17.019199 | 10033200680001 | Ladda upp en bild av detta fornminne      |
| Helgona 69:1                    | Stensättning                     |              | Helgona, Södermanland |         | 58.783727, 17.018822 | 10033200690001 | Ladda upp en bild av detta fornminne      |
| Helgona 69:2                    | Hög                              |              | Helgona, Södermanland |         | 58.783500, 17.019606 | 10033200690002 | Ladda upp en bild av detta fornminne      |
| Helgona 70:1                    | Stensättning                     |              | Helgona, Södermanland |         | 58.788052, 17.027438 | 10033200700001 | Ladda upp en bild av detta fornminne      |
| Helgona 71:1                    | Stensättning                     |              | Helgona, Södermanland |         | 58.789069, 17.027979 | 10033200710001 | Ladda upp en bild av detta fornminne      |
| Helgona 71:2                    | Stensättning                     |              | Helgona, Södermanland |         | 58.789152, 17.027827 | 10033200710002 | Ladda upp en bild av detta fornminne      |
| Helgona 72:1                    | Stensättning                     |              | Helgona, Södermanland |         | 58.789858, 17.025736 | 10033200720001 | Ladda upp en bild av detta fornminne      |
| Helgona 73:1                    | Gravfält                         |              | Helgona, Södermanland |         | 58.788634, 17.049149 | 10033200730001 | Ladda upp en bild av detta fornminne      |
| Helgona 74:1                    | Grav- och boplatsområde          |              | Helgona, Södermanland |         | 58.787014, 17.020024 | 10033200740001 | Ladda upp en bild av detta fornminne      |
| Helgona 76:1                    | Stensättning                     |              | Helgona, Södermanland |         | 58.788781, 17.016466 | 10033200760001 | Ladda upp en bild av detta fornminne      |
| Helgona 77:1                    | Fornborg                         |              | Helgona, Södermanland |         | 58.820159, 17.009515 | 10033200770001 | Ladda upp en bild av detta fornminne      |
| Helgona 80:1                    | Gravfält                         |              | Helgona, Södermanland |         | 58.790341, 17.037585 | 10033200800001 | Ladda upp en bild av detta fornminne      |
| Helgona 81:1                    | Gravfält                         |              | Helgona, Södermanland |         | 58.791361, 17.035080 | 10033200810001 | Ladda upp en bild av detta fornminne      |
| Helgona 82:1                    | Stensättning                     |              | Helgona, Södermanland |         | 58.782676, 17.035107 | 10033200820001 | Ladda upp en bild av detta fornminne      |
| Helgona 82:2                    | Stensättning                     |              | Helgona, Södermanland |         | 58.782375, 17.035385 | 10033200820002 | Ladda upp en bild av detta fornminne      |
| Helgona 85:1                    | Gravfält                         |              | Helgona, Södermanland |         | 58.794179, 17.042404 | 10033200850001 | Ladda upp en bild av detta fornminne      |
| Helgona 86:1                    | Husgrund, förhistorisk/medeltida |              | Helgona, Södermanland |         | 58.793834, 17.039416 | 10033200860001 | Ladda upp en bild av detta fornminne      |
| Helgona 86:3                    | Stensättning                     |              | Helgona, Södermanland |         | 58.793839, 17.040397 | 10033200860003 | Ladda upp en bild av detta fornminne      |
| Helgona 87:1                    | Stensättning                     |              | Helgona, Södermanland |         | 58.794092, 17.043244 | 10033200870001 | Ladda upp en bild av detta fornminne      |
| Helgona 87:2                    | Stensättning                     |              | Helgona, Södermanland |         | 58.793812, 17.043444 | 10033200870002 | Ladda upp en bild av detta fornminne      |
| Helgona 88:1                    | Gravfält                         |              | Helgona, Södermanland |         | 58.785601, 17.054811 | 10033200880001 | Ladda upp en bild av detta fornminne      |
| Helgona 89:1                    | Stensättning                     |              | Helgona, Södermanland |         | 58.792999, 17.050863 | 10033200890001 | Ladda upp en bild av detta fornminne      |
| Helgona 89:3                    | Stensättning                     |              | Helgona, Södermanland |         | 58.793365, 17.049844 | 10033200890003 | Ladda upp en bild av detta fornminne      |
| Helgona 92:1                    | Hällristning                     |              | Helgona, Södermanland |         | 58.775999, 17.013688 | 10033200920001 | Ladda upp en bild av detta fornminne      |
| Helgona 93:1                    | Gravfält                         |              | Helgona, Södermanland |         | 58.789272, 17.052435 | 10033200930001 | Ladda upp en bild av detta fornminne      |
| Helgona 94:1                    | Stensättning                     |              | Helgona, Södermanland |         | 58.779785, 17.030517 | 10033200940001 | Ladda upp en bild av detta fornminne      |
| Helgona 94:2                    | Stensättning                     |              | Helgona, Södermanland |         | 58.779773, 17.030689 | 10033200940002 | Ladda upp en bild av detta fornminne      |
| Helgona 97:1                    | Stensättning                     |              | Helgona, Södermanland |         | 58.787575, 17.009095 | 10033200970001 | Ladda upp en bild av detta fornminne      |
| Helgona 101:2                   | Hällristning                     |              | Helgona, Södermanland |         | 58.779619, 16.986822 | 10033201010002 | Ladda upp en bild av detta fornminne      |
| Helgona 102:1                   | Hällristning                     |              | Helgona, Södermanland |         | 58.779150, 16.986162 | 10033201020001 | Ladda upp en bild av detta fornminne      |
| Helgona 109:1                   | Stensättning                     |              | Helgona, Södermanland |         | 58.789398, 16.983848 | 10033201090001 | Ladda upp en bild av detta fornminne      |
| Helgona 109:3                   | Stensättning                     |              | Helgona, Södermanland |         | 58.789204, 16.984127 | 10033201090003 | Ladda upp en bild av detta fornminne      |
| Helgona 109:4                   | Stensättning                     |              | Helgona, Södermanland |         | 58.789086, 16.984261 | 10033201090004 | Ladda upp en bild av detta fornminne      |
| Helgona 115:1                   | Stensättning                     |              | Helgona, Södermanland |         | 58.783034, 16.982067 | 10033201150001 | Ladda upp en bild av detta fornminne      |
| Helgona 121:1                   | Stensättning                     |              | Helgona, Södermanland |         | 58.795262, 17.004991 | 10033201210001 | Ladda upp en bild av detta fornminne      |
| Helgona 125:1                   | Stensättning                     |              | Helgona, Södermanland |         | 58.786656, 17.009229 | 10033201250001 | Ladda upp en bild av detta fornminne      |
| Helgona 126:1                   | Hällristning                     |              | Helgona, Södermanland |         | 58.771259, 16.964161 | 10033201260001 | Ladda upp en bild av detta fornminne      |
| Helgona 127:1                   | Hällristning                     |              | Helgona, Södermanland |         | 58.771679, 16.957610 | 10033201270001 | Ladda upp en bild av detta fornminne      |
| Helgona 127:2                   | Hällristning                     |              | Helgona, Södermanland |         | 58.771705, 16.957624 | 10033201270002 | Ladda upp en bild av detta fornminne      |
| Helgona 127:3                   | Hällristning                     |              | Helgona, Södermanland |         | 58.771680, 16.957615 | 10033201270003 | Ladda upp en bild av detta fornminne      |
| Helgona 131:1                   | Hällristning                     |              | Helgona, Södermanland |         | 58.771422, 16.958353 | 10033201310001 | Ladda upp en bild av detta fornminne      |
| Helgona 132:1                   | Hällristning                     |              | Helgona, Södermanland |         | 58.802907, 16.939883 | 10033201320001 | Ladda upp en bild av detta fornminne      |
| Helgona 132:2                   | Hällristning                     |              | Helgona, Södermanland |         | 58.802937, 16.940026 | 10033201320002 | Ladda upp en bild av detta fornminne      |
| Helgona 133:1                   | Hällristning                     |              | Helgona, Södermanland |         | 58.804605, 16.942250 | 10033201330001 | Ladda upp en bild av detta fornminne      |
| Helgona 134:1                   | Hällristning                     |              | Helgona, Södermanland |         | 58.803138, 16.945302 | 10033201340001 | Ladda upp en bild av detta fornminne      |
| Helgona 135:1                   | Stensättning                     |              | Helgona, Södermanland |         | 58.840692, 16.926292 | 10033201350001 | Ladda upp en bild av detta fornminne      |
| Helgona 135:2                   | Stensättning                     |              | Helgona, Södermanland |         | 58.840502, 16.926386 | 10033201350002 | Ladda upp en bild av detta fornminne      |
| Helgona 135:3                   | Stensättning                     |              | Helgona, Södermanland |         | 58.840171, 16.926298 | 10033201350003 | Ladda upp en bild av detta fornminne      |
| Helgona 135:4                   | Stensättning                     |              | Helgona, Södermanland |         | 58.839894, 16.926161 | 10033201350004 | Ladda upp en bild av detta fornminne      |
| Helgona 136:1                   | Gravfält                         |              | Helgona, Södermanland |         | 58.825550, 16.932307 | 10033201360001 | Ladda upp en bild av detta fornminne      |
| Helgona 140:1                   | Stensättning                     |              | Helgona, Södermanland |         | 58.841748, 16.927739 | 10033201400001 | Ladda upp en bild av detta fornminne      |
| Helgona 141:1                   | Stensättning                     |              | Helgona, Södermanland |         | 58.841071, 16.927354 | 10033201410001 | Ladda upp en bild av detta fornminne      |
| Helgona 143:1                   | Stensättning                     |              | Helgona, Södermanland |         | 58.840287, 16.925160 | 10033201430001 | Ladda upp en bild av detta fornminne      |
| Helgona 146:1                   | Gravfält                         |              | Helgona, Södermanland |         | 58.824523, 16.931772 | 10033201460001 | Ladda upp en bild av detta fornminne      |
| Helgona 150:1                   | Stensättning                     |              | Helgona, Södermanland |         | 58.812773, 16.953832 | 10033201500001 | Ladda upp en bild av detta fornminne      |
| Helgona 151:1                   | Stensättning                     |              | Helgona, Södermanland |         | 58.807424, 16.941270 | 10033201510001 | Ladda upp en bild av detta fornminne      |
| Helgona 152:1                   | Stensättning                     |              | Helgona, Södermanland |         | 58.798877, 16.956333 | 10033201520001 | Ladda upp en bild av detta fornminne      |
| Helgona 153:1                   | Gravfält                         |              | Helgona, Södermanland |         | 58.803046, 16.952232 | 10033201530001 | Ladda upp en bild av detta fornminne      |
| Helgona 154:1                   | Grav- och boplatsområde          |              | Helgona, Södermanland |         | 58.802506, 16.951158 | 10033201540001 | Ladda upp en bild av detta fornminne      |
| Helgona 159:1                   | Stensättning                     |              | Helgona, Södermanland |         | 58.809992, 16.952977 | 10033201590001 | Ladda upp en bild av detta fornminne      |
| Helgona 160:1                   | Stensättning                     |              | Helgona, Södermanland |         | 58.813144, 16.949070 | 10033201600001 | Ladda upp en bild av detta fornminne      |
| Helgona 161:1                   | Stensättning                     |              | Helgona, Södermanland |         | 58.808622, 16.949189 | 10033201610001 | Ladda upp en bild av detta fornminne      |
| Helgona 161:2                   | Stensättning                     |              | Helgona, Södermanland |         | 58.808691, 16.948794 | 10033201610002 | Ladda upp en bild av detta fornminne      |
| Helgona 162:1                   | Fornborg                         |              | Helgona, Södermanland |         | 58.804417, 16.939201 | 10033201620001 | Ladda upp en bild av detta fornminne      |
| Helgona 163:1                   | Stensättning                     |              | Helgona, Södermanland |         | 58.809346, 16.941883 | 10033201630001 | Ladda upp en bild av detta fornminne      |
| Helgona 163:2                   | Stensättning                     |              | Helgona, Södermanland |         | 58.808983, 16.942139 | 10033201630002 | Ladda upp en bild av detta fornminne      |
| Helgona 164:1                   | Stensättning                     |              | Helgona, Södermanland |         | 58.804168, 16.958218 | 10033201640001 | Ladda upp en bild av detta fornminne      |
| Helgona 169:1                   | Stensättning                     |              | Helgona, Södermanland |         | 58.810148, 16.942917 | 10033201690001 | Ladda upp en bild av detta fornminne      |
| Helgona 186:1                   | Stensättning                     |              | Helgona, Södermanland |         | 58.797107, 16.969980 | 10033201860001 | Ladda upp en bild av detta fornminne      |
| Helgona 186:2                   | Stensättning                     |              | Helgona, Södermanland |         | 58.797145, 16.970148 | 10033201860002 | Ladda upp en bild av detta fornminne      |
| Helgona 187:1                   | Stensättning                     |              | Helgona, Södermanland |         | 58.806502, 16.948235 | 10033201870001 | Ladda upp en bild av detta fornminne      |
| Helgona 188:1                   | Stensättning                     |              | Helgona, Södermanland |         | 58.798454, 16.955970 | 10033201880001 | Ladda upp en bild av detta fornminne      |
| Helgona 203                     | Husgrund, historisk tid          |              | Helgona, Södermanland |         | 58.819751, 16.939174 | 12000000007954 | Ladda upp en bild av detta fornminne      |
| Helgona 213                     | Stensättning                     |              | Helgona, Södermanland |         | 58.775368, 17.026780 | 12000000007999 | Ladda upp en bild av detta fornminne      |
| Helgona 224                     | Stensättning                     |              | Helgona, Södermanland |         | 58.784551, 17.035152 | 12000000008010 | Ladda upp en bild av detta fornminne      |
| Helgona 235                     | Stensättning                     |              | Helgona, Södermanland |         | 58.773649, 16.962656 | 12000000008044 | Ladda upp en bild av detta fornminne      |
| Helgona 248                     | Stensättning                     |              | Helgona, Södermanland |         | 58.796271, 17.019760 | 12000000008059 | Ladda upp en bild av detta fornminne      |
| Helgona 255                     | Stensättning                     |              | Helgona, Södermanland |         | 58.787031, 17.010652 | 12000000008074 | Ladda upp en bild av detta fornminne      |
| Helgona 269                     | Stensättning                     |              | Helgona, Södermanland |         | 58.777412, 16.966443 | 12000000008102 | Ladda upp en bild av detta fornminne      |
| Sjöstugan (Helgona 294)         | Lägenhetsbebyggelse              |              | Helgona, Södermanland |         | 58.796200, 16.984854 | 12000000008850 | Ladda upp en bild av detta fornminne      |
| Helgona 296                     | Stensättning                     |              | Helgona, Södermanland |         | 58.787370, 17.009612 | 12000000008852 | Ladda upp en bild av detta fornminne      |
| Helgona 300                     | Fornborg                         |              | Helgona, Södermanland |         | 58.818678, 17.009823 | 12000000009068 | Ladda upp en bild av detta fornminne      |
| Kvarntorp (Helgona 310)         | Lägenhetsbebyggelse              |              | Helgona, Södermanland |         | 58.826728, 16.927989 | 12000000009134 | Ladda upp en bild av detta fornminne      |
| Granstugan (Helgona 312)        | Lägenhetsbebyggelse              |              | Helgona, Södermanland |         | 58.833672, 16.923920 | 12000000009136 | Ladda upp en bild av detta fornminne      |
| Helgona 316                     | Hällristning                     |              | Helgona, Södermanland |         | 58.771639, 16.957903 | 12000000038877 | Ladda upp en bild av detta fornminne      |
| Helgona 319                     | Hällristning                     |              | Helgona, Södermanland |         | 58.774472, 17.030395 | 12000000043392 | Ladda upp en bild av detta fornminne      |
| Helgona 320                     | Stensättning                     |              | Helgona, Södermanland |         | 58.774917, 17.030548 | 12000000043394 | Ladda upp en bild av detta fornminne      |
| Helgona 332                     | Hällristning                     |              | Helgona, Södermanland |         | 58.774467, 17.030522 | 12000000043410 | Ladda upp en bild av detta fornminne      |
| Helgona 346                     | Grav- och boplatsområde          |              | Helgona, Södermanland |         | 58.796720, 17.016949 | 12000000044798 | Ladda upp en bild av detta fornminne      |
| Helgona 348                     | Stensättning                     |              | Helgona, Södermanland |         | 58.775221, 17.023637 | 12000000049693 | Ladda upp en bild av detta fornminne      |
| Helgona 350                     | Gravfält                         |              | Helgona, Södermanland |         | 58.774259, 17.024016 | 12000000049695 | Ladda upp en bild av detta fornminne      |
| Helgona 351                     | Stensättning                     |              | Helgona, Södermanland |         | 58.771548, 17.019993 | 12000000049696 | Ladda upp en bild av detta fornminne      |
| Helgona 353                     | Grav- och boplatsområde          |              | Helgona, Södermanland |         | 58.776747, 17.024974 | 12000000049749 | Ladda upp en bild av detta fornminne      |
| Helgona 354                     | Stensättning                     |              | Helgona, Södermanland |         | 58.777961, 17.022568 | 12000000049937 | Ladda upp en bild av detta fornminne      |
| Sö 123 (Helgona 355)            | Runristning                      |              | Helgona, Södermanland | Skresta | 58.803127, 16.948556 | 12000000051887 | Ladda upp en till bild av detta fornminne |
| Sö 122 (Helgona 356)            | Runristning                      |              | Helgona, Södermanland | Skresta | 58.802954, 16.948725 | 12000000051888 | Ladda upp en till bild av detta fornminne |
| Helgona 368                     | Hällristning                     |              | Helgona, Södermanland |         | 58.774374, 17.030290 | 12000000069602 | Ladda upp en bild av detta fornminne      |
| Helgona 371                     | Hällristning                     |              | Helgona, Södermanland |         | 58.774374, 17.030024 | 12000000081824 | Ladda upp en bild av detta fornminne      |
| Helgona 372                     | Hällristning                     |              | Helgona, Södermanland |         | 58.774508, 17.030521 | 12000000081826 | Ladda upp en bild av detta fornminne      |
| Helgona 373                     | Hällristning                     |              | Helgona, Södermanland |         | 58.775591, 17.019551 | 12000000082660 | Ladda upp en bild av detta fornminne      |
| Helgona 374                     | Hällristning                     |              | Helgona, Södermanland |         | 58.776641, 17.014836 | 12000000082662 | Ladda upp en bild av detta fornminne      |
| Helgona 375                     | Hällristning                     |              | Helgona, Södermanland |         | 58.774874, 17.009446 | 12000000082664 | Ladda upp en bild av detta fornminne      |
| Helgona 376                     | Hällristning                     |              | Helgona, Södermanland |         | 58.776873, 17.024851 | 12000000082666 | Ladda upp en bild av detta fornminne      |
| Helgona 377                     | Hällristning                     |              | Helgona, Södermanland |         | 58.776887, 17.025206 | 12000000082668 | Ladda upp en bild av detta fornminne      |
| Helgona 378                     | Hällristning                     |              | Helgona, Södermanland |         | 58.777265, 17.024790 | 12000000082670 | Ladda upp en bild av detta fornminne      |